# Aktieindexobligation
En aktieindexobligation, alternativt "aktieobligation", "börsobligation" eller "indexobligation" är en finansiell tjänst och ett exempel på en strukturerad produkt. Vid årsskiftet 2007/2008 ägde svenska hushåll sådana produkter för uppskattningsvis 100 miljarder kronor, ca 4 % av hushållens totala finansiella sparande. De fyra svenska storbankerna har ca 60 % av marknaden.

## Introduktion
Den vanligaste formen av aktieindexobligationer innebär att utgivaren av obligationen åtar sig att vid förfall betala tillbaka ett på förhand bestämt lägsta belopp, och att investeraren istället för ränta får ett belopp som beror på hur aktiemarknaden har utvecklats under perioden. Enkelt uttryckt tar investeraren alltså del av aktiebörsens uppgångar men inte dess nedgångar. Detta är dock en sanning med modifikation eftersom investeraren riskerar att förlora erlagd köpavgift, alternativa ränteintäkter och eventuell överkurs. Samtidigt är det ovanligt att investeraren får ta del av hela marknadens uppgång, då många aktieindexobligationer har olika begränsningsregler, exempelvis en deltagandegrad (uppräkningsfaktor) understigande 100 %, att de tre bästa månaderna under löptiden räknas bort, eller att löptidens första och sista månad ej ingår. Inte heller i något fall torde investeraren få ta del av utdelningen hos de underliggande aktierna. En aktieindexobligation kan dock se ut på många olika sätt och ge olika former av exponeringar.
Precis som en fondsparare behöver en investerare i aktieindexobligationer ta ställning till vad hon tror om aktiemarknadens utveckling framöver och vilka specifika – bransch eller geografiska – marknader som hon vill investera i. I likhet med fondspararen behöver hon också jämföra avgifterna mellan olika alternativ. Utöver dessa bedömningar, tillkommer dock en rad för aktieindexobligationer specifika överväganden som investeraren bör göra för att kunna utvärdera sitt sparbeslut:
- Vilken blir avkastningen vid olika utveckling av den underliggande aktiemarknaden?
- Vad är sannolikheten att den som ger ut obligationen inte kan betala tillbaka lånet, och kompenseras man tillräckligt för den kreditrisken?
- Är obligationen korrekt prissatt, det vill säga är det pris man betalar för obligationen ”korrekt” givet den förväntade avkastningen och risken? Den eventuella avvikelsen från marknadspriset är vad som ofta kallas för ”den dolda avgiften”.
- Vad kostar det att avyttra sparandet i förtid? Aktieindexobligationer går ofta att sälja på marknaden, men eftersom handeln kan vara begränsad kan priset vara ”lågt”, vilket kan ses som en avgift utöver courtaget för handeln.

Till skillnad mot enskilda aktier, aktiefonder och andra typer av obligationer prissätts aktieindexobligationer av utgivarna själva, så det pris som investeraren betalar är inte resultatet av oberoende professionella investerares värdering.

## Konstruktion
En aktieindexobligation består normalt av en nollkupongsobligation och en eller flera optioner vars värde är kopplat till utvecklingen hos ett eller flera börsindex. Om index rör sig på ett visst sätt kan optionens avkastning bli hög, men den kan även bli helt värdelös. 
Vid produktens förfall erhåller investeraren det nominella beloppet från obligationen och den eventuella avkastning som optionerna ger. Avkastningsberäkningarna är beroende av vilken typ av option som har kopplats till investeringen. Vissa produkter har begränsningar i beräkningsmetoderna för optionens avkastning, vilket innebär att de inte ger lika hög avkastning som en direktinvestering i underliggande tillgångar skulle ha gjort.
Aktieindexobligationer säljs ofta med överkurs vilket ger mer pengar att köpa optioner för, men samtidigt ett högre risktagande.
Obligationsdelen i en aktieindexobligation är vanligtvis emitterad inom ramen för ett MTN-Program av en bank, eller ett finansinstitut. Vanligtvis är konstruktören, det vill säga det företag som erbjuder eller satt sitt namn på den sammansatta produkten också emittent av den underliggande obligationen, men det förekommer även produkter som konstruerats med andra emittenter av obligationsdelen än den som har satt sitt namn på produkten. Detta kan göra det svårt för en icke-professionell investerare att ta ställning till de risker som är förknippade med placeringen.

## Risker
För att kunna fatta välavvägda beslut kring sparande i aktieindexobligationer behöver man utvärdera en rad ytterligare faktorer och risker, utöver de som finns vid exempelvis fondsparande eller direktsparande i aktier. Dessa faktorer och risker är inte alltid helt enkla att förstå, vilket innebär att spararna riskerar att ge sig in i något de inte fullt ut förstår konsekvenserna av. Detta illustrerades i samband med den amerikanska investmentbankens Bear Stearns finansiella problem i mars 2008, då ett stort antal svenska investerare i aktieindexobligationer var nära att förlora i stort sett hela värdet av sitt sparande - en risk många sannolikt var omedvetna om. I september 2008 visade det sig att den konkursdrabbade investmentbanken Lehman Brothers stod garant för aktieindexobligationer som sålts av bland annat Kaupthing, Erik Penser Fondkommission och Acta Kapitalförvaltning, i det senare fallet rör det sig om aktieindexobligationer för ca en miljard kr som har sålts till privatkunder.

## Skatteeffekter
- I Sverige: Vid försäljning eller inlösen vid slutdatum beskattas värdestegringen som inkomst av kapital som 2008 är 30 %. Marknadsnoterade aktieindexobligationer ger större möjligheter till att använda schablonregler vid beräkning av anskaffningsbelopp och att kvitta eventuella vinster och förluster mot andra värdepapper.[2]

## Kritik
Aktieindexobligationer är en mycket lönsam produkt för bankerna, och har tidvis marknadsförts med rent missvisande argument och till investerare som skulle vara bättre betjänta av andra placeringsalternativ. Detta har lett till skarp kritik i media och i flera rapporter från Finansinspektionen. Flera artiklar pekar på att det i de allra flesta fall är bättre att placera hälften av sina pengar i en bred aktiefond och andra hälften i räntefonder. Det utgår köpavgifter vid varje nyteckning av aktieindexobligationer, vilket gör dem mindre lämpade för långsiktigt sparande.

## Undersökningar
I januari 2008 publicerade norska Finansinspektionen (Kredittilsynet) en undersökning av 350 aktieindexobligationer från femton banker, utgivna från 1997 med slutdatum till och med tredje kvartalet 2007. De flesta produkterna hade en löptid på 2-5 år. 62 % av produkterna gav en genomsnittlig årsavkastning på fem procent eller lägre, före teckningsavgifter. För 40 % av produkterna var avkastningen 0 eller lägre, varav 34 % gav 0 i avkastning. I sistnämnda fall begränsades förlusterna till teckningsavgiften och förlorad avkastning på alternativ investering. Ett volymviktat genomsnitt för de 350 produkterna ger en årlig genomsnittsavkastning på ca 4 procent, vilket innebär att merparten inte gav någon överavkastning i förhållande till en riskfri investering.
https://web.archive.org/web//